# بخش کلینتون، شهرستان راک، مینه سوتا
بخش کلینتون (به انگلیسی: Clinton Township) یک منطقهٔ مسکونی در ایالات متحده آمریکا است که در شهرستان راک، مینه‌سوتا واقع شده‌است.
 بخش کلینتون ۹۲٫۲ کیلومتر مربع مساحت و ۲۹۲ نفر جمعیت دارد و ۴۳۴ متر بالاتر از سطح دریا واقع شده‌است.